# Karl August Kipp
Karl August Kipp (* 1911 in Oppenheim; † 5. Dezember 1959 in Mainz) war ein deutscher Widerstandskämpfer gegen den Nationalsozialismus, der als SS-Mitglied versuchte, das Regime von innen zu unterwandern.

## Leben
Karl August Kipp lernte Schlosser und versuchte ab 1931 sein Glück als Auswanderer in Spanisch-Marokko. Schon zwei Jahre später kehrte er zurück und schloss sich der SS an, wobei es ihm wohl vorrangig um die Sicherung einer beruflichen Existenz ging, statt um die ideologische Nähe zum Nationalsozialismus. Ein früherer Schulfreund, der Kommunist Josef Engmann aus Nierstein, warb ihn nämlich kurz darauf für eine kleine Widerstandsgruppe an, zu der auch der Jude Emil Löw sowie mindestens drei weitere Kommunisten zählten. Als nominelles SS-Mitglied konnte Kipp antifaschistische Flugblätter und Propagandamaterial, die für den Einsatz in Oppenheim und den Opel-Werken von Rüsselsheim gedacht waren, bei sich zu Hause gefahrlos verstecken.
Auf Drängen der Widerstandsgruppe nahm er einen Posten als Wachmann im KZ Osthofen an, um die dortigen Gefangenen zu unterstützen und Informationen über das System zu sammeln. Im Februar 1934 begann er seinen Dienst. Den übrigen Wachmännern blieb jedoch der gute Umgang, den Kipp mit den Häftlingen pflegte, nicht verborgen. Zudem gelang es ihm kaum, positiv zu wirken. Er verließ Oppenheim und ging nach Sachsen, wo er aus der SS austrat. Zurück in Oppenheim arbeitete er weiter im Widerstand, bis sich seine Gruppe im April 1938 auflöste. 
Nach dem Ende des Zweiten Weltkriegs trat er der KPD bei. Dieser gehörte er bis zum Verbot 1956 an. Er vertrat seine Partei im Stadtrat von Oppenheim. Ein Spruchkammerverfahren gegen seine Person leitete er selbst ein und wurde für „nicht schuldig“ befunden.
Kipp verstarb am 5. Dezember 1959 in Mainz.